# Maica Domnului din Vladimir

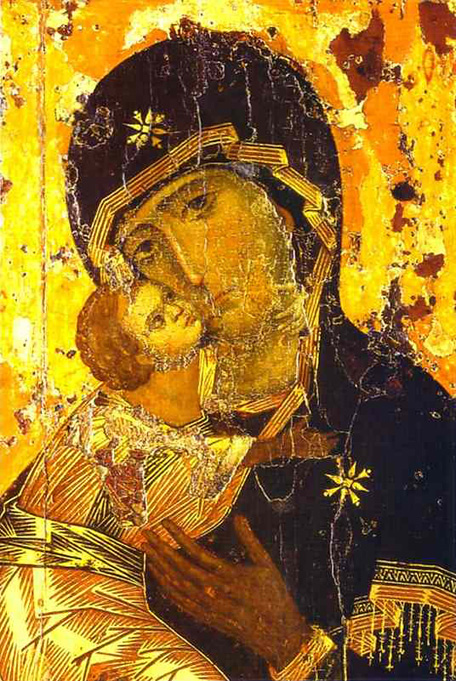
Theotokos (Născătoarea de Dumnezeu) din Vladimir

Maica Domnului din Vladimir (în rusă Влади́мирская ико́на Бо́жией Ма́тери, transliterat: Vladimirskaja ikona Božiej Materi, în greacă Θεοτόκος του Βλαντιμίρ, transliterat: Theotokos tou Vladimir, „Născătoarea de Dumnezeu din Vladimir”) este una din cele mai venerate icoane ale Bisericii Ortodoxă Ruse, pictată în secolul al XII-lea în Imperiul Roman de Răsărit (Imperiul Bizantin). Maica Domnului, în greacă Theotokos (în traducere literală „Născătoarea de Dumnezeu”), este privită ca sfânta protectoare a Rusiei. Icoana se află expusă în Galeria Tretiakov din Moscova. Maica Domnului din Vladimir este sărbătorită pe 3 iunie. De-a lungul secolelor au fost realizate numeroase copii ale icoanei, fiind una din cele mai răspândite icoane. Multe astfel de copii au dobândit propria importanță religioasă și artistică. Icoana este o versiune a tipului Eleusa (greacă: Ἐλεούσα – tandră sau milostivă), cu copilul Iisus lipindu-și obrazul de cel al mamei sale. 
În jurul anului 1131 patriarhul Constantinopolului Luca Chrisoberges a dăruit această icoană marelui duce Iuri Dolgoruki al Kievului. Opera a fost păstrată în Mânăstirea Mezhyhirskyi până când fiul lui Dolgoruky, Andrei Bogoliubski, a adus-o în orașul sau preferat, Vladimir, în 1155.
Tradiția spune că în timpul transportului caii s-au oprit lângă Vladimir și au refuzat să mai înainteze. Oamenii au interpretat asta ca un semn ca Fecioara dorește ca icoana să rămână în Vladimir. Pentru ca icoana să primească un lăcaș, a fost construită marea catedrală a Bunei Vestiri,și mai apoi și alte biserici au fost consacrate Fecioarei Maria de-a lungul Ucrainei. 
În 1395, în timpul invaziei lui Tamerlan, icoana a fost luată din Vladimir și dusă în noua capitală, Moscova. Pe locul unde oamenii și prințul conducător au întâlnit icoana s-a construit, pentru a marca evenimentul, mânăstirea Sretensky din Moscova. Vasili I al Moscovei a petrecut  o noapte întreagă plângând lângă icoană, iar armatele lui Tamerlan s-au retras în aceiași zi. Locuitorii Moscovei au refuzat să mai înapoieze icoana orașului Vladimir și au păstrat-o în Catedrala Adormirii Maicii Domnului din Kremlin. Referitor la intervenția Fecioarei Maria prin intermediul icoanei se crede de asemenea că ar fi salvat Moscova de invaziile hoardelor tătare din 1451 și 1480.

 
Icoana Fecioarei Maria din Vladimir este uneori descrisă ca expresie a sentimentului universal al iubirii și grijii materne. În secolul 16, Vladimirskaya, așa cum o numesc rușii, era deja legendară. Evlavia tradițională a bisericii atribuie icoana sfântului evanghelist Luca. Icoana venerată era folosită la încoronarea țarilor, alegerea patriarhilor și în alte ceremonii importante ale statului. 

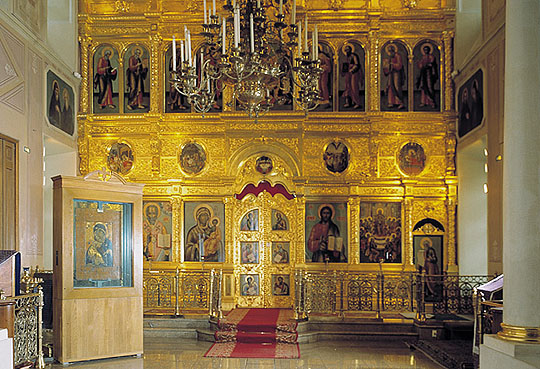
Icoana se află în prezent in biserica construită în incinta Galeriei Tretyakov

Ca operă de artă, Theotokos este considerată cea mai importantă icoana realizată în timpul perioadei Comneniene. Experții consideră că exprimă o emoție și o profunzime umană mai mare decât celelalte opere de artă religioasă bizantină ale acestei perioade, și poate să ofere indicii despre stilul artei seculare pierdute a imperiului. David Talbot Rice, în cea mai recentă ediție a Enciclopediei Britanica consideră că icoana “este de o mare importanță în istoria picturii, deoarece nu numai că este o operă de o remarcabilă calitate, dar scoate în evidență un stil mult mai uman, anticipând stilul bizantin târziu care a înflorit între 1204 si 1453.”  Icoana a inspirat și logoul Casei de filme Icon Production fondată de către Mel Gibson.